# Herlitzka
Herlitzka es una localidad, estación de ferrocarril y municipio argentino, situado en el departamento San Luis del Palmar de la provincia de Corrientes. Se encuentra rodeada por los esteros del Toro, Romero, Génova, la cañada Negra y el arroyo Riachuelito.

## Vías de comunicación
La principal vía de acceso es la Ruta Provincial 7. Además se comunica al norte con la Ruta Provincial 4 y al sur con la Ruta Provincial 5. Por medio de esta última, llega al oeste a San Luis del Palmar y al este hacia Lomas de Vallejos y Caá Catí.
Las vías del Ferrocarril Económico Correntino que la comunicaban con San Luis del Palmar están fuera de servicio.

## Infraestructura
Cuenta con un puesto de salud.